# Каприлья-Ірпіна
Каприлья-Ірпіна (італ. Capriglia Irpina) — муніципалітет в Італії, у регіоні Кампанія,  провінція Авелліно.
Каприлья-Ірпіна розташована на відстані близько 220 км на південний схід від Рима, 50 км на схід від Неаполя, 6 км на північ від Авелліно.
Населення — 2410 осіб (2014).
Щорічний фестиваль відбувається 6 грудня. Покровитель — святий Миколай.

## Демографія
Населення за роками:

Станом на 1 січня 2023 року в муніципалітеті офіційно проживало 57 іноземців з 19 країн, серед них 24 громадяни країн Євросоюзу та 4 громадяни України.

## Сусідні муніципалітети
- Авелліно
- Гроттолелла
- Сант'Анджело-а-Скала
- Суммонте